# Paul Juon

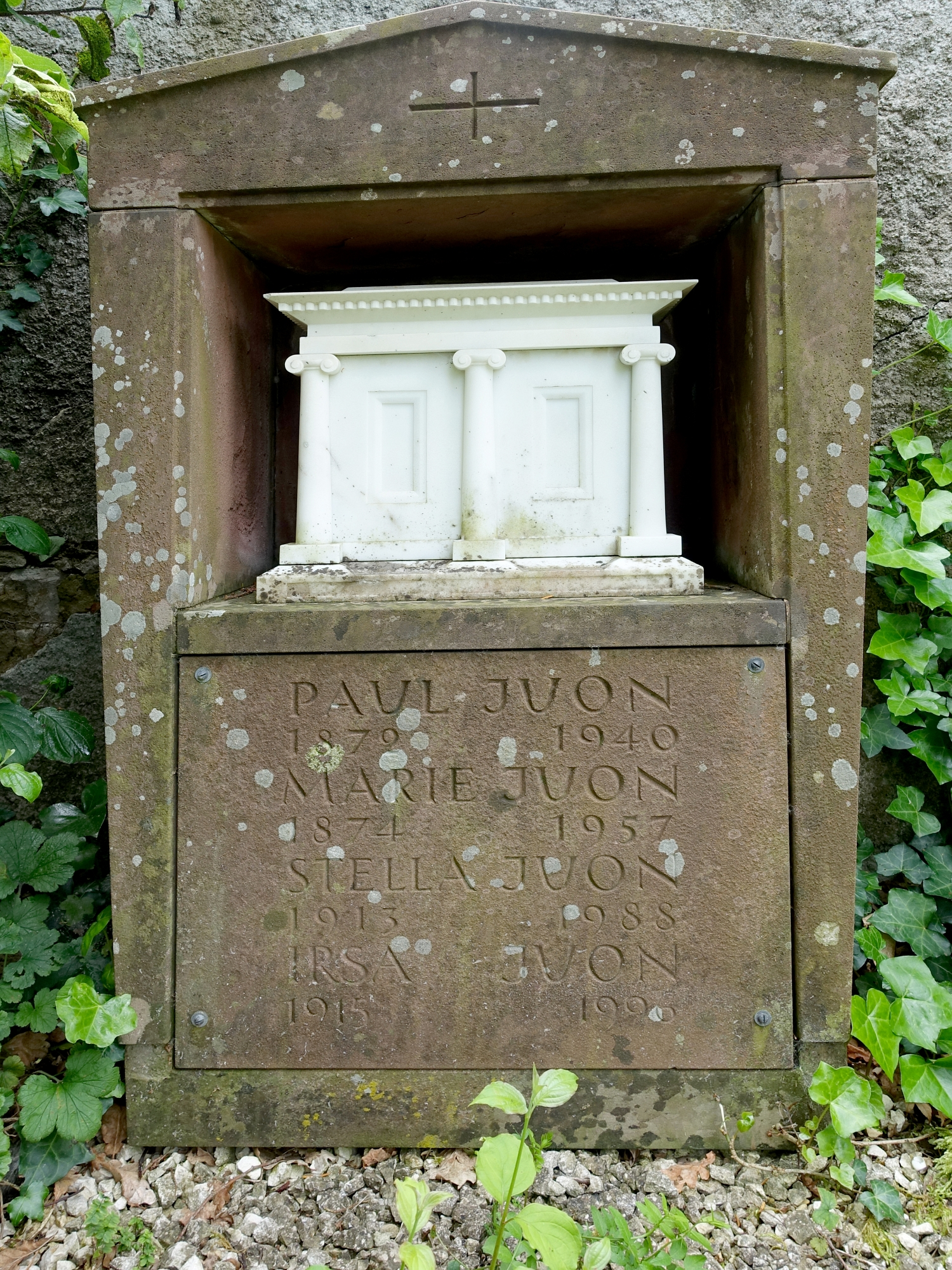
Lápida de Paul Juon en Langenbruck

Pável Fiódorovich Juon, en alemán Paul Juon, (Moscú, 6 de marzo de 1872 - Vevey, Suiza, 21 de agosto de 1940) fue un compositor suizo de origen ruso, conocido con el apodo del "Brahms ruso".
Inició sus estudios en su patria natal, y los continuó en la Hochschule de Berlín. Posteriormente volvió a Rusia, invitado a una cátedra del Conservatorio de Bakú (desde 1896), regresando a la citada escuela de Berlín, donde tuvo entre otros alumnos del estadounidense Frederick Jacobi y a Max Trapp y Lauri Ikonen, en esta academia permaneció hasta 1934. Formó parte del Consejo Compositores Alemanes, de la Academia de las Artes, y en 1929 consiguió el prestigioso premio Beethoven.
Para el teatro compuso el ballet Psyche (1906), así como otras obras para orquesta, abundando en su producción la música de cámara: sonatas, tríos, cuartetos, quintetos, etc., para toda clase de instrumentos.
Entre sus publicaciones cabe citar Praktische Harmonielehre (1901) y Anleitung zum Mudulieren (1929).